# Broken Falls
Die Broken Falls sind ein Wasserfall im Grand-Teton-Nationalpark im Westen des US-Bundesstaates Wyoming. Die Broken Falls fallen auf einer Höhe von 91 m an der Ostflanke des Teewinot Mountain, einem Berg in der Cathedral Group der Teton Range, hinab und entwässern sich in die Moose Ponds nahe dem Jenny Lake im Tal Jackson Hole.

## Belege
1. ↑  Geonames: Broken Falls. Abgerufen am 25. März 2021.
2. ↑  Broken Falls, Wyoming, United States - World Waterfall Database. Abgerufen am 25. März 2021 (englisch).
3. ↑  Naturalatlas: Broken Falls. Abgerufen am 25. März 2021 (englisch).